# Wohn- und Wirtschaftsgebäude Kleiner Klosterweg 16
Das Wohn- und Wirtschaftsgebäude Kleiner Klosterweg 16 in Hude, Ortsteil Maibusch, wurde am Anfang des 19. Jahrhunderts gebaut.
Das Haus wird heute als Wohnhaus genutzt.
Das Gebäude steht unter Denkmalschutz (siehe auch Liste der Baudenkmale in Hude (Oldenburg)).

## Geschichte
Das eingeschossige Gebäude als Zweiständer-Hallenhaus in Fachwerk mit Steinausfachungen und erhaltenem Innengerüst, mit früher reetgedecktem Krüppelwalmdach und Niedersachsengiebel mit Uhlenloch sowie anstelle der Grooten Door mit Korbbogen ein neues verglastes Tür-/Fensterelement, wurde wohl um 1810 gebaut. Auch der Wirtschaftsteil wurde zum Wohnbereich umgebaut.
Ein weiteres Gebäude steht neben dem Haupthaus.
Das Niedersächsische Landesamt für Denkmalpflege befand: „… geschichtliche Bedeutung … als beispielhaftes Fachwerkhallenhaus des frühen 19. Jhs. …“